# وازگن ملیکیان
وازگن شاوارشی ملیکیان (ارمنی: Վազգեն Շավարշի Մելիքյան؛  زادهٔ ۲۹ ژانویهٔ ۱۹۵۶) دانشمند متخصص در زمینه سیستم‌های خودکار اهل ارمنستان است.

## زندگی‌نامه
وی در ۲۹ ژانویه ۱۹۵۶ در ایروان به دنیا آمد و از دانشگاه پلی‌تکنیک ارمنستان فارغ‌التحصیل گشت. وی از ۲۰۱۴ عضو مکاتبه‌ای فرهنگستان ملی علوم ارمنستان می‌باشد. همچنین برندهٔ جوایزی همچون دانشمند شایسته جمهوری ارمنستان (۲۰۰۷) و مدال گارگین نژده (۲۰۱۲)، مدال وازگن سارگسیان (۲۰۱۳) شده است.

## یادداشت
1. ↑  տեխնիկական գիտությունների դոկտոր